# Edmund Coffin
Pour les articles homonymes, voir Coffin.
Edmund Sloane Coffin surnommé Tad Coffin, né le 9 mai 1955 à Toledo (Ohio), est un cavalier américain de concours complet.

## Carrière
Edmund Coffin remporte deux médailles d'or aux Jeux panaméricains de 1975, l'une en concours complet individuel et l'autre avec l'équipe américaine. 
Ce doublé est reproduit aux Jeux olympiques d'été de 1976 à Montréal avec le cheval Bally-Cor.